# Robert Israel Jewett
Robert Israel Jewett (Providence, Rhode Island, 1937) é um matemático estadunidense, que trabalha principalmente com combinatória e análise.
Recebeu em 1971 o Prêmio George Pólya.